# タカラレーベン不動産投資法人
タカラレーベン不動産投資法人（タカラレーベンふどうさんとうしほうじん）は、東京都港区に本部を置く投資法人。東証上場のJ-REIT。

## 概要
資産運用会社は、MIRARTHホールディングス(旧 タカラレーベン）が60%、PAGが30%、共立メンテナンス及びヤマダホールディングス（旧ヤマダ電機）が5%ずつ出資する「タカラPAG不動産投資顧問株式会社」で、出資各社がスポンサーであったが、2024年（令和6年）3月29日にMIRARTHホールディングスがPAGの保有株式を取得して90%保有となり、資産管理会社は「MIRARTH不動産投資顧問株式会社」に商号変更した。
総合型J-REITであり、投資対象は、オフィスと住宅で70%以上、ホテル及び商業施設等が30%以下としている。

## 沿革
- 2017年（平成29年）9月11日 - PAGプライベートリート投資法人として設立。本店所在地は東京都港区赤坂1丁目14番15号。
- 2017年（平成29年）10月11日 - 投信法第189条に基づく登録（登録番号 関東財務局長 第129号）
- 2018年（平成30年）4月5日 - タカラレーベン不動産投資法人に商号変更[2]
- 2018年（平成30年）7月27日 - 東京証券取引所に上場
- 2024年（令和6年）11月11日 - 本店所在地を東京都港区浜松町2丁目7番17号に変更[2]

## ポートフォリオ
2024年9月12日時点で、物件数80物件、取得価格173,486百万円である。 
主な所有物件は以下の通り。スポンサーである共立メンテナンスのドーミーインや、ヤマダデンキの店舗が組み入れられている。
- NTビル（東京都品川区）
- 東池袋セントラルプレイス（東京都豊島区）
- アピタ名古屋南店（愛知県名古屋市）
- 名古屋センタープラザビル（愛知県名古屋市）
- ドーミーイン松山（愛媛県松山市）
- ドーミーイン盛岡（岩手県盛岡市）
- YAMADA web.com奈良本店（奈良県奈良市）